# Archidiocèse d'Antofagasta
L'archidiocèse d'Antofagasta (en latin : Archidioecesis Antofagastensis ; en espagnol : Arquidiócesis de Antofagasta) est un archidiocèse métropolitain de l'Église catholique du Chili.

## Territoire

Archidiocèse d'Antofagasta
Suffragants

Il comprend les provinces d'Antofagasta et de Tocopilla de la région d'Antofagasta avec un territoire de 84 504 km divisé en 18 paroisses. Le siège archiépiscopal est à Antofagasta avec la cathédrale Saint-Joseph (es). Dans la même ville se trouve la basilique du Cœur-Immaculé-de-Marie (es) construite par les Clarétains et le sanctuaire de Notre-Dame-de-Lourdes qui possède une réplique de la grotte de Lourdes,.

## Historique
Lors la guerre du Pacifique, la Bolivie perd en 1879 le département du Littoral au profit du Chili, l'archidiocèse de Sucre cède donc en 1881 la partie de son territoire qui est désormais situé au Chili pour créer la mission sui juris d'Antofagasta. La mission devient un vicariat apostolique en 1887.
Il est créé comme diocèse le 3 février 1928 par la constitution apostolique Supremi apostolatus du pape Pie XI et nommé suffragant de l'archidiocèse de Santiago du Chili. Le 29 mai 1939, il intègre la province ecclésiastique de l'archidiocèse de La Serena.
Il cède une portion de son territoire le 21 juillet 1965 pour l'érection de la prélature territoriale de Calama (aujourd'hui diocèse de San Juan Bautista de Calama).
Le 28 juin 1967, Antofagasta est élevé au rang d'archidiocèse métropolitain par la constitution apostolique Cum episcoporum du pape Paul VI avec pour suffragants le diocèse d'Iquique et les prélatures territoriales d'Arica (aujourd'hui diocèse de San Marcos d'Arica) et de Calama (aujourd'hui diocèse de San Juan Bautista de Calama).

## Évêques et archevêques
vicaires apostoliques
- Luis Silva Lezaeta (15 mai 1887 - 1896)
- Felipe Salas Errázuriz (4 mars 1896 - 1905)
- Luis Silva Lezaeta (4 novembre 1904 - 21 mai 1929)
  - Sede vacante (1929-1933)

évêques
- Alfredo Cifuentes Gómez (23 décembre 1933 - 5 juin 1943), nommé archevêque de La Serena
- Hernán Frías Hurtado (13 janvier 1945 - 24 mai 1957)
- Francisco de Borja Valenzuela Ríos (20 août 1957 - 28 juin 1967), devient archevêque d'Antofagasta

archevêques
- Francisco de Borja Valenzuela Ríos (28 juin 1967 - 25 mars 1974), nommé archevêque, à titre personnel, de San Felipe
- Carlos Oviedo Cavada, O. de M (25 mars 1974 - 30 mars 1990), auparavant évêque titulaire de Beneventum (de), nommé archevêque de Santiago du Chili
- Patricio Infante Alfonso (12 décembre 1990 - 26 novembre 2004)
- Pablo Lizama Riquelme (26 novembre 2004 - 8 juin 2017)
- Ignacio Francisco Ducasse Medina, depuis le 8 juin 2017